# 鍾斗
鍾斗（16世紀—17世紀），字木仲，號寅斋，直隸太平府當塗縣人，明朝、南明政治人物。

## 生平
鍾斗是萬曆三十七年（1609年）己酉科應天鄉試舉人，到四十七年（1619年）成進士，兵部觀政，獲授行人，丁憂歸。天啓四年除原职，五年丁憂。崇祯元年復補行人，四年考选，五年授任刑科給事中，六年巡视十庫，之後歷任吏科給事中、戶科左給事中、刑科都給事中，上陳去除旱災、反省實政八大鬱；又威逼王家禎更換總理軍務。弘光帝繼位，他升任太常少卿，南京淪陷後回鄉直到去世。

## 家族
曾祖鍾書。父鍾裕錠。

## 引用
1. 1 2  錢海岳《南明史·卷三十二·列傳第八》：同時鍾斗，字木仲，當塗人。萬曆四十七年進士。授行人，自刑科給事中，歷吏、戶科左，刑科都給事中，陳禳旱修省實政八大鬱。又劫王家禎，請更總理。
2. ↑  乾隆《當塗縣志·卷十七·選舉》：（萬曆）三十七年己酉科（舉人） 鍾斗 見進士
3. ↑  《萬曆四十七年己未科進士履歷》：鍾斗，寅斋，诗四房，甲午二月十九日生，当涂县人，乙卯九十一，会二百三十五，三甲一百八十一。兵部政，庚申授行人，丁憂，甲子除原职，乙丑丁憂，戊辰補行人，辛未考选，壬申授刑科給事中，癸酉巡视十庫。
4. ↑  錢海岳《南明史·卷三十二·列傳第八》：安宗立，陞太嘗少卿。……南京亡，皆歸里卒。